# 国庆南路

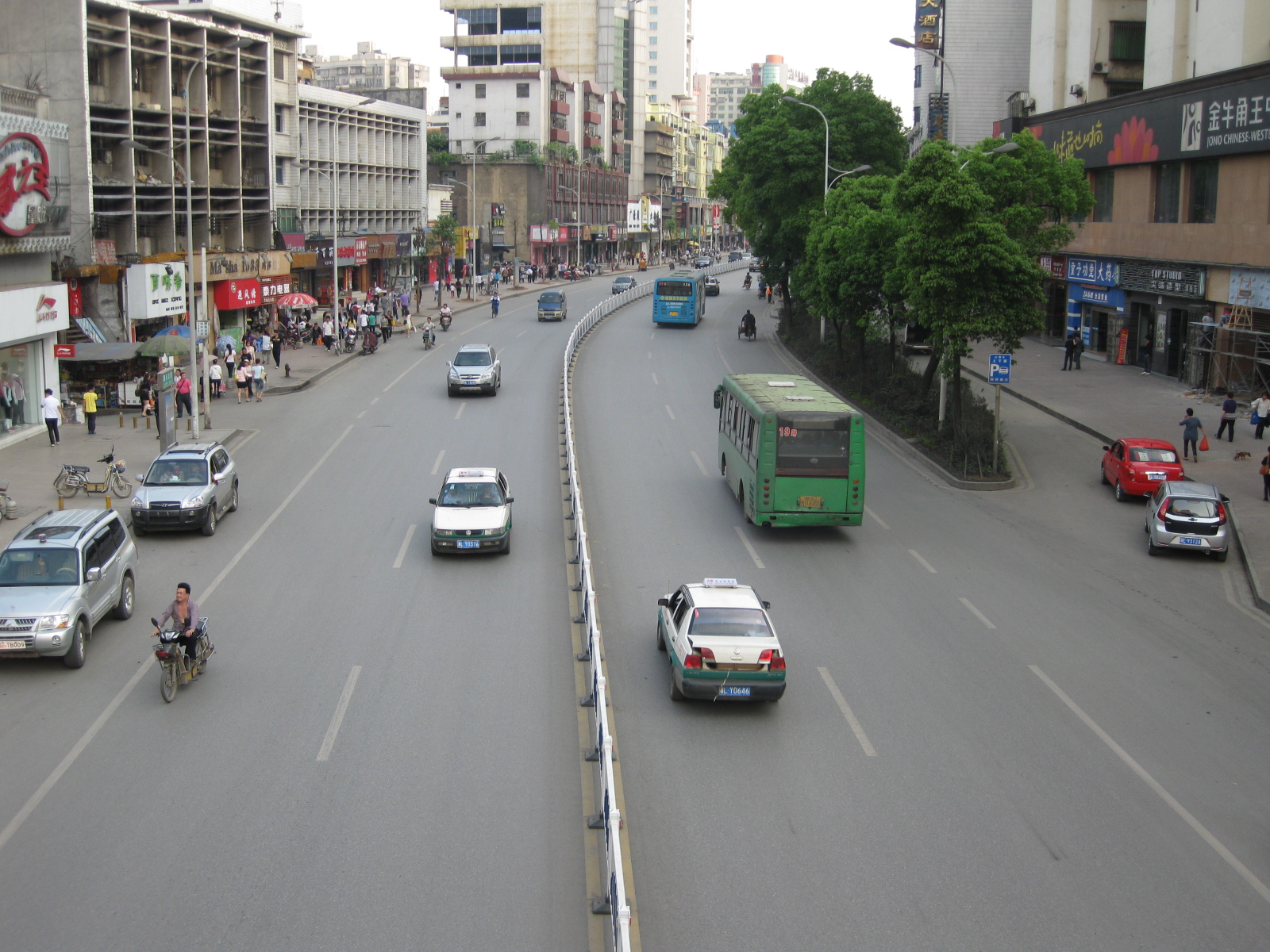
国庆南路近北湖公园

国庆南路是湖南省郴州市北湖区的一条大街，沿途经过的地方有北湖公园、南塔公园和兴隆步行街等。